# Sukhoi Superjet 130
Sukhoi Superjet 130 (tiếng Nga: Сухой Суперджет 130) còn gọi là Superjet 130NG hay SSJ-130 là một mẫu máy bay chở khách phản lực tầm trung, thân hẹp hiện đại, do Sukhoi phát triển. Thiết kế này dựa trên loại Sukhoi Superjet 100, sức chở từ 120 tới 145 hành khách.

## Tính năng kỹ chiến thuật
|                                  | SSJ 130                                                                             |                                                                                     |                                                                |                                                                |
| Kíp lái                          | 2                                                                                   | 2                                                                                   |                                                                |                                                                |
| Số ghế                           | 145 (1 hạng, xếp kín) 130 (1 hạng, tiêu chuẩn) 120 (2 hạng, tiêu chuẩn)             | 145 (1 hạng, xếp kín) 130 (1 hạng, tiêu chuẩn) 120 (2 hạng, tiêu chuẩn)             |                                                                |                                                                |
| Lối đi giữa                      | 30 in (1 hạng, xếp kín), 32 in (1 hạng, tiêu chuẩn) 36 & 32 in (2 hạng, tiêu chuẩn) | 30 in (1 hạng, xếp kín), 32 in (1 hạng, tiêu chuẩn) 36 & 32 in (2 hạng, tiêu chuẩn) |                                                                |                                                                |
| Chiều dài                        | 36,925 m (121 ft 1,7 in)                                                            | 36,925 m (121 ft 1,7 in)                                                            |                                                                |                                                                |
| Sải cánh                         | 29,80 m (97 ft 9 in)                                                                | 29,80 m (97 ft 9 in)                                                                | 29,80 m (97 ft 9 in)                                           | 29,80 m (97 ft 9 in)                                           |
| Chiều cao                        | 10,28 m (33 ft 9 in)                                                                | 10,28 m (33 ft 9 in)                                                                | 10,28 m (33 ft 9 in)                                           | 10,28 m (33 ft 9 in)                                           |
| Đường kính thân cực đại          | 3,35 m (11 ft 0 in)                                                                 | 3,35 m (11 ft 0 in)                                                                 | 3,35 m (11 ft 0 in)                                            | 3,35 m (11 ft 0 in)                                            |
| Chiều rộng Cabin                 | 3,236 m (127,4 in)                                                                  | 3,236 m (127,4 in)                                                                  | 3,236 m (127,4 in)                                             | 3,236 m (127,4 in)                                             |
| Chiều cao Cabin                  | 2,12 m (6 ft 11 in)                                                                 | 2,12 m (6 ft 11 in)                                                                 | 2,12 m (6 ft 11 in)                                            | 2,12 m (6 ft 11 in)                                            |
| Chiều rộng lối đi                | 51 cm (20 in)                                                                       | 51 cm (20 in)                                                                       | 51 cm (20 in)                                                  | 51 cm (20 in)                                                  |
| Chiều rộng ghế                   | 46,5 cm (18,3 in)                                                                   | 46,5 cm (18,3 in)                                                                   | 46,5 cm (18,3 in)                                              | 46,5 cm (18,3 in)                                              |
| Thể tích chỗ ngồi mỗi hành khách | 0,07 m3 (2,5 ft khối)                                                               | 0,07 m3 (2,5 ft khối)                                                               |                                                                |                                                                |
| Trần bay                         | 12.500 m (41.000 ft)                                                                | 12.500 m (41.000 ft)                                                                | 12.500 m (41.000 ft)                                           | 12.500 m (41.000 ft)                                           |
| Vận tốc hành trình               | Mach 0.78 (828 km/h/511 mph / 448knots at 11,000 m/36,000 ft)                       | Mach 0.78 (828 km/h/511 mph / 448knots at 11,000 m/36,000 ft)                       | Mach 0.78 (828 km/h/511 mph / 448knots at 11,000 m/36,000 ft)  | Mach 0.78 (828 km/h/511 mph / 448knots at 11,000 m/36,000 ft)  |
| Vận tốc hành trình cực đại       | Mach 0.81 (870 km/h/ 541 mph / 469knots at 11,000 m/36,000 ft)                      | Mach 0.81 (870 km/h/ 541 mph / 469knots at 11,000 m/36,000 ft)                      | Mach 0.81 (870 km/h/ 541 mph / 469knots at 11,000 m/36,000 ft) | Mach 0.81 (870 km/h/ 541 mph / 469knots at 11,000 m/36,000 ft) |
| Động cơ (x 2)                    | 2 x Pratt & Whitney PW1500G hoặc 2 x Aviadvigatel PD-14                             | 2 x Pratt & Whitney PW1500G hoặc 2 x Aviadvigatel PD-14                             | 2 x Pratt & Whitney PW1500G hoặc 2 x Aviadvigatel PD-14        | 2 x Pratt & Whitney PW1500G hoặc 2 x Aviadvigatel PD-14        |